# Sagrado
Sagrado (Bisiac: "Sagrà") là một đô thị ở tỉnh Gorizia thuộc vùng Friuli-Venezia Giulia, nằm ở vị trí cách khoảng 35 km về phía tây bắc của Trieste và khoảng 13 km về phía tây nam của Gorizia. Tại thời điểm ngày 31 tháng 12 năm 2004, đô thị này có dân số 2.207 người và diện tích là 14.1 km².
Đô thị Sagrado có các frazioni (đơn vị cấp dưới, chủ yếu là thôn làng) Peteano, Poggio Terza Armata, San Martino del Carso, và Stazione Gradisca-San Martino.
Sagrado giáp các đô thị sau: Doberdò del Lago, Farra d'Isonzo, Fogliano Redipuglia, Gradisca d'Isonzo, Savogna d'Isonzo.